# Björkå
Björkå is een plaats in de gemeente Sollefteå in het landschap Ångermanland en de provincie Västernorrlands län in Zweden. De plaats heeft 75 inwoners (2005) en een oppervlakte van 21 hectare. Het riviertje de Björkån stroomt langs de plaats.